# Скарлатти, Алессандро
Алессандро Скарлатти (итал. Pietro Alessandro Gaspare Scarlatti, 2 мая 1660, Палермо — 22 октября 1725, Неаполь) — итальянский композитор эпохи барокко. Написал более 60 опер, считается основателем Неаполитанской оперной школы. Брат композитора Франческо Скарлатти; отец композиторов Доменико Скарлатти и Пьетро Филиппо Скарлатти. Наставник Эмануэле д’Асторга.

## Биография
Алессандро Скарлатти родился на Сицилии, в Палермо. Считается, что он был учеником Джакомо Кариссими в Риме. Это является причиной предположений, что на его творчество повлияли композиторы северной Италии (в его ранних работах чувствуется влияние Алессандро Страделла и Джованни Легренци). Постановка в Риме его оперы Gli Equivoci dell’amore (1679) даёт ему протекцию королевы Швеции, Кристины (проживающей в то время в Риме), и он становится её капельмейстером. В феврале 1684 г. он становится капельмейстером вице-короля Неаполя, с помощью своей сестры, оперной певицы, любовницы влиятельного неаполитанского аристократа. В Неаполе он сочиняет большое количество опер, замечательных своей живостью и экспрессивностью, а также музыку для торжественных случаев.
В 1702 году Скарлатти покидает Неаполь и не возвращается до смены испанского владычества австрийским. Вначале он жил во Флоренции, где находился под патронажем Козимо III Медичи.  Для его придворного театра он пишет несколько опер. Так же он пишет оперы для кардинала Оттобони, который делает его своим капельмейстером, и обеспечивает ему схожую должность в церкви Санта Мария Маджоре в Риме в 1703 году.
После посещения Венеции и Урбино в 1707 году, снова принимается за работу в Неаполе в 1708, и остается там до 1717 года. В это время, кажется, что Неаполь немного устал от его музыки; в Риме её принимают лучше, и именно там, в театре Капраники (Teatro Capranica), он сочиняет свои лучшие оперы (Telemaco, 1718; Marco Attilio Regolò, 1719; La Griselda, 1721), а также величественные образцы церковной музыки, включая мессы для хора с оркестром, написанные в честь святой Цецилии (Saint Cecilia) по заказу кардинала Аквавивы (Cardinal Acquaviva) в 1720. Его последняя крупная работа осталась незавершённой. Это была серенада к свадьбе принца Стильяно в 1723 году. Алессандро Скарлатти умер 22 октября 1725 в Неаполе.

## Музыка

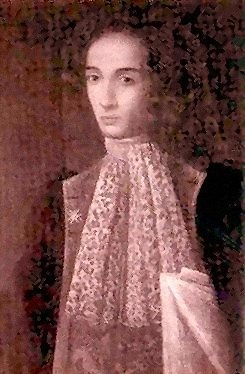
Алессандро Скарлатти

Музыкальные формы Скарлатти являются важным звеном между манерой пения раннего итальянского барокко XVII века, с центром во Флоренции, Венеции и Риме, и классической школой XVIII века, самым ярким представителем которой был Моцарт. Ранние оперы Скарлатти («Невинная ошибка» 1679; «Честность в любви» 1680, включающая знаменитую арию Già il sole dal Gange; «Помпей» 1683, содержащая хорошо известные арии O cessate di piagarmi и Toglietemi la vita ancor и другие, написанные до 1685) содержали старые модуляции речитатива, и изрядное количество аккуратно сконструированных форм в их маленьких очаровательных ариях, тщательно проработанным аккомпанементом к которым иногда звучал струнный квартет, иногда же клавесин соло. В 1686 году он окончательно утверждает форму «итальянской увертюры» (опера «От зла — добро») и отказывается от бассо остинато и двухчастной формы в двух куплетах в пользу трёхчастной формы или da capo формы построения мелодии. Его лучшие оперы этого периода: «Розаура» (1690, отпечатаны в Gesellschaft für Musikforschung), и «Пирр и Деметрий» (1694), в которой появляются арии Rugiadose, odorose и Ben ti sta, traditor.
Где-то с 1697 года и далее («Падение децемвиров») его оперы, испытывающие, с одной стороны, влияние стиля Джованни Бонончини, с другой стороны, возможно, более значительное влияние вице-королевского двора, начинают звучать более традиционно, в достаточно общепринятом ритме, одновременно оркестровка достаточно грубовата и резка, но не без изящества («Эраклея», 1700), гобои и трубы используются часто, а скрипки играют в унисон. Оперы, сочинённые для Козимо III Медичи утеряны; они могли бы дать более полное представление о стиле Скарлатти. Его переписка с тосканским герцогом заставляет догадываться, что эти оперы были написаны с действительно ярким вдохновением.
Опера «Митридат Евпатор», считающаяся шедевром Алессандро Скарлатти, написана в Венеции, в 1707 году. Она содержит музыку новаторского характера по сравнению с произведениями, которые Скарлатти ранее писал в Неаполе.
Поздние неаполитанские оперы («Непостоянная и тираническая любовь», 1709; «Верная принцесса», 1712; «Тигран», 1715) скорее яркие и эффектные, чем глубоко эмоциональные; оркестровка значительно более интересная, чем в предыдущих произведениях, так как основной аккомпанемент голоса ведётся струнным квартетом, клавесин используется только для шумной инструментальной ритурнели. В опере «Феодора Августа» (1697) он первый использовал оркестровую ритурнель.

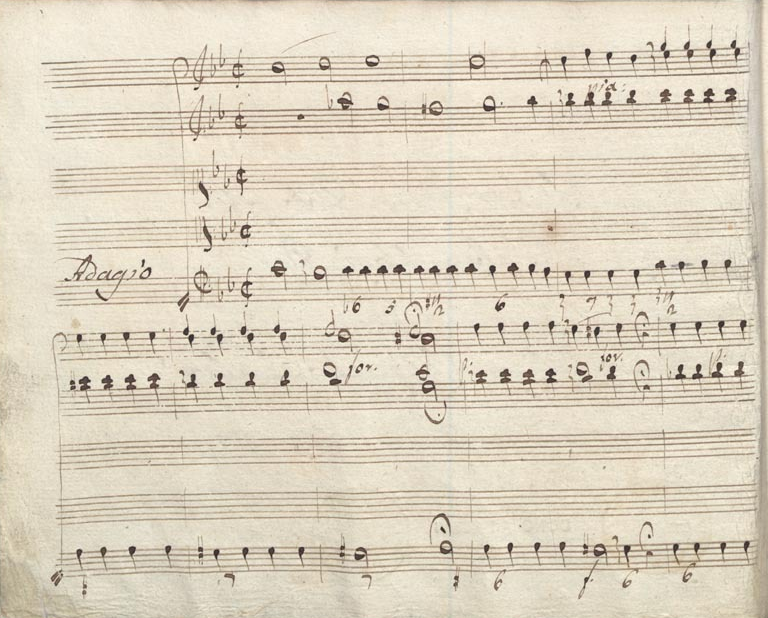
Копия нот оратории «Stabat Mater», написанной Скарлатти в 1724 году

Его последние оперы, сочинённые в Риме, показывают сильное поэтическое чувство, широкую и величественную мелодию, глубокое понимание драматизма, особенно в речитативах с аккомпанементом, его собственным изобретением, которое он впервые использовал в 1686 году («Отомщённая Олимпия») и значительно более современный стиль оркестровки; впервые появившиеся горны вызвали ошеломляющий эффект.
Кроме опер, ораторий (Agar et Ismaele esiliati, 1684; Sedecia, 1706; S. Filippo Neri, 1708; и другие, всего около 40) и серенад, написанных в том же стиле, что и оперы, Скарлатти сочиняет более пяти сотен камерных кантат для одного и двух голосов. Они являются наиболее интеллектуальными среди камерной музыки того периода, и вызывает большое огорчение тот факт, что они в основном находятся в манускриптах, ведь их изучение обязательно для тех, кто хотел бы иметь адекватное представление о становлении этого жанра.
Несколько сочинённых им месс (информация о том, что он сочинил более двух сотен месс, не вызывает доверия) и произведений церковной музыки относительно несущественны, кроме 50-минутной Мессы Святой Цецилии (1720), написанной по заказу кардинала Франческо Аквавивы, которая является одной из первых попыток сочинительского стиля, достигнувшего своих высот в великих мессах и «Магнификате» Иоганна Себастьяна Баха, а также в сочинениях Йозефа Гайдна и Людвига ван Бетховена. Музыковед Карл де Нис назвал Мессу Святой Цецилии «коронацией всей церковной музыки композитора». Помимо данной мессы, в 1720 году Скарлатти сочинил вечерню, партитура которой была обнаружена совсем недавно ― она также предназначалась для исполнения в базилике Святой Цецилии.
Инструментальная музыка Скарлатти несколько архаична в сравнении с его оперными произведениями.
В честь Скарлатти назван кратер на Меркурии.

## Сочинения

### Список опер Скарлатти
| Название | Жанр                          | Акты    | Либретто                                  | Дата премьеры                          | Место премьеры                          |
| --- | ----------------------------- | ------- | ----------------------------------------- | -------------------------------------- | --------------------------------------- |
| Gli equivoci nel sembiante (рус. «Недоразумения из-за сходства, или Невинная ошибка»)                                                | музыкальная драма             | 3 акта  | Контини, Доменико Филиппо                 | 1679, февраль                          | Рим, частный театр Контини              |
| L’honestà negli amori (рус. «Честность в любви»)                                                                                     | музыкальная драма             | 3 акта  | Контини, Доменико Филиппо                 | 1680, 3 февраля                        | Рим, дворец королевы Кристины           |
| Tutto il mal non vien per nuocere (рус. «Нет худа без добра») переписана как Dal male il bene, Неаполь, 1687 (рус. «От зла — добро») | музыкальная комедия           | 3 акта  | Тотис, де                                 | 1681, январь                           | Рим, Театро Капраника                   |
| Il Pompeo (рус. «Помпей») | музыкальная драма             | 3 акта  | Минато, Николо                            | 1683, 25 января                        | Рим, Театро Колонна                     |
| La guerriera costante (Верная воительница)                                                                                           |                               | 3 акта  | Орсини                                    | 1683, март                             | Рим, дворец герцога Браччано            |
| L’Aldimiro, o vero Favor per favore (рус. «Альдимир, или Услуга за услугу»)                                                          | музыкальная драма             | 3 акта  | Тотис, де                                 | 1683, 6 ноября                         | Неаполь, Королевский дворец             |
| La Psiche, o vero Amore innamorato (рус. «Психея, или настоящая любовь»)                                                             | музыкальная драма             | 3 акта  | Тотис, де                                 | 1683, 21 декабря                       | Неаполь, Королевский дворец             |
| Olimpia vendicata (рус. «Отомщённая Олимпия»)                                                                                        | музыкальная драма             | 3 акта  | Аурели, Аурелио                           | 1685, 23 декабря                       | Неаполь, Королевский дворец             |
| La Rosmene, o vero L’infedeltà fedele                                                                                                | мелодрама                     | 3 акта  | Тотис, де                                 | 1686, февраль                          | Рим, Вилла Дориа-Памфили                |
| Clearco in Negroponte (рус. «Клеарх в Негропонте»)                                                                                   | музыкальная драма             | 3 акта  | Арколео, Антонио                          | 1686, 21 декабря                       | Неаполь, Королевский дворец             |
| La santa Dinna | музыкальная комедия           | 3 акта  | Памфили, Бенедетто]]                      | 1687, февраль                          | Рим, Вилла Дориа-Памфили                |
| Il Flavio (рус. «Флавий») | музыкальная драма             | 3 акта  | Норис, Маттео                             | 1688?, 14 ноября                       | Неаполь, Королевский дворец             |
| L’Amazzone corsara, o vero L’Alvilda (рус. «Морская амазонка, или Альвильда»)                                                        | музыкальная драма             | 3 акта  | Корради, Джулио Чезаре                    | 1689, 6 ноября                         | Неаполь, Королевский дворец             |
| La Statira (рус. «Статира») | музыкальная драма             | 3 акта  | Оттобони, Пьетро                          | 1690, 5 января                         | Рим, Театро Тординона                   |
| Gli equivoci in amore, o vero La Rosaura (рус. «Причуды любви, или Розаура»)                                                         | мелодрама                     | 3 акта  | Лучини, Джованни Баттиста                 | 1690, декабрь                          | Рим, Дворец канцелярии                  |
| L’humanità nelle fiere, o vero Il Lucullo                                                                                            | музыкальная драма             | 3 акта  | —                                         | 1691, 25 февраля                       | Неаполь, Театро Сан Бартоломео          |
| La Teodora augusta (рус. «Феодора Августа»)                                                                                          | музыкальная драма             | 3 акта  | Морселли, Адриано                         | 1692, 6 ноября                         | Неаполь, Королевский дворец             |
| Gerone tiranno di Siracusa (рус. «Герон, тиран Сиракуз»)                                                                             | музыкальная драма             | 3 акта  | Аурели, Аурелио                           | 1692, 22 декабря                       | Неаполь, Королевский дворец             |
| Il nemico di se stesso |                               |         | —                                         | 1693, 24 января                        | Рим, Театро Капраника                   |
| L’amante doppio, o vero Il Ceccobimbi                                                                                                | мелодрама                     | 3 акта  | —                                         | 1693, апрель                           | Неаполь, Королевский дворец             |
| Pirro e Demetrio (рус. «Пирр и Деметрий»)                                                                                            | музыкальная драма             | 3 акта  | Морселли, Адриано                         | 1694, 28 января                        | Неаполь, Театро Сан Бартоломео          |
| Il Bassiano, o vero Il maggior impossibile                                                                                           | мелодрама                     | 3 акта  | Норис, Маттео                             | 1694, март                             | Неаполь, Театро Сан Бартоломео          |
| La santa Genuinda, o vero L’innocenza difesa dall’inganno (Act 2)                                                                    | религиозная музыкальная драма | 3 акта  |                                           | 1694, декабрь                          | Рим, Вилла Дориа-Памфили                |
| Le nozze con l’inimico, o vero L’Analinda (рус. «Свадьба с врагом, или Аналинда»)                                                    | мелодрама                     | 3 акта  | —                                         | 1695, январь                           | Неаполь, Театро Сан Бартоломео          |
| Nerone fatto Cesare (рус. «Нерон-цезарь»)                                                                                            | мелодрама                     | 3 акта  | Норис, Маттео                             | 1695, 6 ноября                         | Неаполь, Королевский дворец             |
| Massimo Puppieno (рус. «Максим Пуппиен»)                                                                                             | мелодрама                     | 3 акта  | Аурели, Аурелио                           | 1695, 26 декабря                       | Неаполь, Театро Сан Бартоломео          |
| Penelope la casta (рус. «Целомудренная Пенелопа»)                                                                                    | музыкальная драма             | 3 акта  | Норис, Маттео                             | 1696?, 23 февраля                      | Неаполь, Театро Сан Бартоломео, Палермо |
| La Didone delirante (рус. «Безумная Дидона»)                                                                                         | драматическая опера           | 3 акта  | Палья, позднее Франчески                  | 1696, 28 мая                           | Неаполь, Театро Сан Бартоломео          |
| Comodo Antonino (рус. «Коммод Антонин»)                                                                                              | музыкальная драма             | 3 акта  | Палья, позднее Джакомо Франческо Буссани  | 1696, 18 ноября                        | Неаполь, Театро Сан Бартоломео          |
| L’Emireno ovvero Il consiglio dell’ombra                                                                                             | драматическая опера           | 3 акта  | Палья                                     | 1697, 2 февраля                        | Неаполь, Театро Сан Бартоломео          |
| La caduta de' Decemviri (рус. «Падение децимвиров»)                                                                                  | музыкальная драма             | 3 акта  | Стампилья, Сильвио                        | 1697, 15 декабря                       | Неаполь, Театро Сан Бартоломео          |
| Il prigioniero fortunato (рус. «Счастливый узник»)                                                                                   | музыкальная драма             | 3 акта  | Палья                                     | 1698, 14 декабря                       | Неаполь, Театро Сан Бартоломео          |
| Anacreonte (рус. «Анакреон») | музыкальная драма             | 3 акта  | Буссани, Джакомо Франческо                | 1698                                   | Вилла Медичеа ди Пратолино              |
| La donna ancora è fedele (рус. «Верная женщина»)                                                                                     | музыкальная драма             | 3 акта  | Контини, Доменико Филиппо                 | 1698                                   | Неаполь, Театро Сан Бартоломео          |
| Gl’inganni felici (рус. «Счастливый обман»)                                                                                          | музыкальная драма             | 3 акта  | Дзено, Апостоло                           | 1699, 6 ноября                         | Неаполь, Королевский дворец             |
| L’Eraclea (рус. «Эраклея») | музыкальная драма             | 3 акта  | Стампилья, Сильвио                        | 1700, 30 января                        | Неаполь, Театро Сан Бартоломео          |
| Odoardo (рус. «Одоардо») | музыкальная драма             | 3 акта  | Дзено, Апостоло                           | 1700, 5 мая                            | Неаполь, Театро Сан Бартоломео          |
| Dafni (рус. «Дафна») | музыкальная сказка            | 3 акта  | Палья                                     | 1700, 5 августа                        | Неаполь, вилла вице-короля в Позиллипо  |
| Laodicea e Berenice (рус. «Лаодикея и Береника»)                                                                                     | музыкальная драма             | 3 акта  | Норис, Маттео                             | 1701, апрель                           | Неаполь, Театро Сан Бартоломео          |
| Il pastore di Corinto (рус. «Коринфский пастух»)                                                                                     | пасторальная опера            | 3 акта  | Палья                                     | 1701, 5 августа                        | Неаполь, вилла вице-короля в Позиллипо  |
| Tito Sempronio Gracco (рус. «Тит Семпроний Гракх»)                                                                                   | музыкальная драма             | 3 акта  | Стампилья, Сильвио                        | 1702, февраль                          | Неаполь, Театро Сан Бартоломео          |
| Tiberio imperatore d’oriente (рус. «Тиберий, император Востока»)                                                                     | музыкальная драма             | 3 акта  | Паллавичино, Стефано Бенедетто            | 1702, 8 или 17 мая                     | Неаполь, Королевский дворец             |
| Il Flavio Cuniberto (рус. «Флавий Куниберт»)                                                                                         | музыкальная драма             | 3 акта  | Норис, Маттео                             | 1702?, сентябрь (не первый спектакль?) | Вилла Медичеа ди Пратолино              |
| Arminio (рус. «Арминий») | музыкальная драма             | 3 акта  | Сальви, Антонио                           | 1703, сентябрь                         | Вилла Медичеа ди Пратолино              |
| Turno Aricino | музыкальная драма             | 3 акта  | Стампилья, Сильвио                        | 1704, сентябрь                         | Вилла Медичеа ди Пратолино              |
| Lucio Manlio l’imperioso | музыкальная драма             | 3 акта  | Стампилья, Сильвио                        | 1706, сентябрь                         | Вилла Медичеа ди Пратолино              |
| Il gran Tamerlano (рус. «Великий Тамерлан»)                                                                                          | музыкальная драма             | 3 акта  | Сальви, Антонио, позднее Жак Прадон       | 1706, сентябрь                         | Вилла Медичеа ди Пратолино              |
| Il Mitridate Eupatore (рус. «Митридат Евпатор»)                                                                                      | музыкальная трагедия          | 5 актов | Фриджимелика, Джироламо Роберти           | 1707, 5 января                         | Венеция, Театро Сан-Джованни Кризостомо |
| Il trionfo della libertà (рус. «Торжество свободы»)                                                                                  | музыкальная трагедия          | 5 актов | Фриджимелика, Джироламо Роберти           | 1707, 11 февраля                       | Венеция, Театро Сан-Джованни Кризостомо |
| Il Teodosio (рус. «Феодосий») | музыкальная драма             | 3 акта  | Гримани, Винченцо?                        | 1709, 27 января                        | Неаполь, Театро Сан Бартоломео          |
| L’amor volubile e tiranno (рус. «Непостоянная и тираническая любовь»)                                                                | музыкальная драма             | 3 акта  | Пиоли, Джованни Доменико и Джузеппе Папис | 1709, 25 мая                           | Неаполь, Театро Сан Бартоломео          |
| La principessa fedele (рус. «Верная принцесса»)                                                                                      | музыкальная драма             | 3 акта  | Пьовене, Агостино                         | 1710, 8 февраля                        | Неаполь, Театро Сан Бартоломео          |
| La fede riconosciuta (рус. «Вознагражденная верность»)                                                                               | пасторальная драма            | 3 акта  | Марчелло, Бенедетто?                      | 1710, 14 октября                       | Неаполь, Театро Сан Бартоломео          |
| Giunio Bruto, o vero La caduta dei Tarquini (Act 3) (рус. «Юний Брут, или падение Тарквиниев»)                                       | музыкальная драма             | 3 акта  | Синибальди?                               | 1711                                   | Вена, премьеру отменили                 |
| Il Ciro (рус. «Кир») | музыкальная драма             | 3 акта  | Оттобони, Пьетро                          | 1712, февраль                          | Рим, Дворец Канцелярии                  |
| Scipione nelle Spagne (рус. «Сципион в Испании»)                                                                                     | музыкальная драма             | 3 acts  | Дзено, Апостоло                           | 1714, 21 января                        | Неаполь, Театро Сан Бартоломео          |
| L’amor generoso (рус. «Великодушная любовь»)                                                                                         | музыкальная драма             | 3 акта  | Папис, Джузеппе Стампилья, Сильвио        | 1714, 1 октября                        | Неаполь, Королевский дворец             |
| Il Tigrane ovvero L’egual impegno d’amore e di fede (рус. «Тигран, или любовь и верность»)                                           | музыкальная драма             | 3 акта  | Лалли, Доменико                           | 1715, 16 февраля                       | Неаполь, Театро Сан Бартоломео          |
| Carlo re d’Allemagna (рус. «Карл, король Германии»)                                                                                  | музыкальная драма             | 3 акта  | Сильвани, Франческо                       | 1716?, 26 января                       | Неаполь, Театро Сан Бартоломео          |
| La virtù trionfante dell’odio e dell’amore (рус. «Добродетель, торжествующая над любовью и ненавистью»)                              | музыкальная драма             | 3 акта  | Сильвани, Франческо                       | 1716, 3 мая                            | Неаполь, Королевский дворец             |
| Telemaco (рус. «Телемак») | музыкальная драма             | 3 акта  | Карло Сиджизмондо Капече                  | 1718, февраль                          | Рим, Театро Капраника                   |
| Il trionfo dell’onore (рус. «Торжество чести»)                                                                                       | комедия                       | 3 акта  | Тулио, Франческо Антонио                  | 1718, 26 ноября                        | Неаполь, Театро дей Фиорентини          |
| Il Cambise (рус. «Камбиз») | музыкальная драма             | 3 акта  | Лалли, Доменико                           | 1719, 4 февраля                        | Неаполь, Театро Сан Бартоломео          |
| Marco Attilio Regolo (рус. «Марк Аттилий Регул»)                                                                                     | музыкальная драма             | 3 акта  | Норис, Маттео                             | 1719, март                             | Рим, Театро Капраника                   |
| Griselda (рус. «Гризельда») | музыкальная драма             | 3 акта  | Дзено, Апостоло, переписана Русполи       | 1721, январь                           | Рим, Театро Капраника                   |

### Инструментальная музыка

#### Клавишные
- Токката для клавесина
- Токката d-moll
- 10 партитур с сопрано и басом облигато (1716)
- Первая и вторая токкаты (соль мажор, ля минор, соль мажор, ля минор, соль мажор, ре минор, ре минор, ля минор, соль мажор, фа мажор)
- 2 симфонии для клавесина (16 июня 1699)
- Этюд-токката для клавесина
- Токката, табулатура для клавесина или органа
- Токката e-moll
- 3 токкаты, каждая следует от фуги к менуэту (1716)
- Вариации на тему «La follia» (1715)

#### Другие инструменты
- 12 симфоний для concerto grosso (1715):
  - фа мажор, для 2 скрипок, виолы, виолончели, 2 флейт и бассо континуо
  - ре мажор, для 2 скрипок, виолы, виолончели, 2 флейт, тромбона и бассо континуо
  - ре минор, для 2 скрипок, виолы, виолончели, флейты и бассо континуо
  - ми минор, для 2 скрипок, виолы, виолончели, флейты, гобоя/скрипки и бассо континуо
  - ре минор, для 2 скрипок, виолы, виолончели, флейты и бассо континуо
  - ля минор, для 2 скрипок, виолы, виолончели, флейты и бассо континуо
  - соль минор, для 2 скрипок, виолы, виолончели, флейты и бассо континуо
  - соль мажор, для 2 скрипок, виолы, виолончели, флейты и бассо континуо
  - соль минор, для 2 скрипок, виолы, виолончели, флейты и бассо континуо
  - ля минор, для 2 скрипок, виолы, виолончели, флейты и бассо континуо
  - до мажор, для 2 скрипок, виолы, виолончели, флейты и бассо континуо
  - до минор, для 2 скрипок, виолы, виолончели, флейты и бассо континуо
- 6 для клавишных и оркестра (до мажор, ля мажор, ми минор, до минор, соль мажор, ми мажор)
- 4 сонаты для квартета, 2 скрипки, виола и виолончель (фа минор, до минор, соль минор, ре минор)
- 7 сонат для флейты, 2х скрипок, виолончели и бассо континуо (ре мажор, ля минор, до минор, ля минор, ля мажор, до мажор, соль минор; 1725)
- Соната фа мажор для флейты, 2х скрипок и бассо континуо
- Соната ре мажор для флейты, 2х скрипок и бассо континуо
- Соната ля мажор для 2х флейт, 2х скрипок и бассо континуо
- соната фа мажор для 3х флейт и бассо континуо
- 3 сонаты для виолончели и бассо континуо (ре минор, до минор, до мажор)
- Сюита фа мажор для флейты и бассо континуо (16 июня 1699)
- Сюита соль мажор для флейты и бассо континуо (июнь 1699)

## Теоретические работы
- Regole per principianti (1715 ca.)
- Discorso sopra un caso particolare di arte (aprile 1717)
- Canoni: Tenta la fuga ma la tenta invano; Voi sola; Commincio solo; 2 canoni a 2
- 15 fuge a 2
- Studio a quattro sulla nota fermia
- Varie partite obligate al basso
- Toccate per cembalo
- Varie introduttioni per sonare e mettersi in tono delle compositioni (1715 ca.)

## Записи
- Ensemble Europa Galante. (2004). Oratorio per la Santissima Trinità. Virgin Classics: 5 45666 2
- Academia Bizantina. (2004). Il Giardino di Rose. Decca Records: 470 650-2 DSA.
- Seattle Baroque. (2001). Agar et Ismaele Esiliati. Centaur: CRC 2664
- I Musici. (1991). Concerto Grosso. Philips Classics Productions: 434 160-2